# 埃丽卡·莱希纳
埃丽卡·莱希纳（德語：Erika Lechner，1947年5月28日—），意大利女子雪橇运动员。她曾代表意大利参加1968年和1972年冬季奥林匹克运动会雪橇比赛，其中1968年冬季奥运会获得一枚金牌。